# Gomarankadawela Division
Gomarankadawela Division är en division i Sri Lanka.   Den ligger i provinsen Östprovinsen, i den norra delen av landet, 240 km nordost om huvudstaden Colombo.